# Hilma af Klint

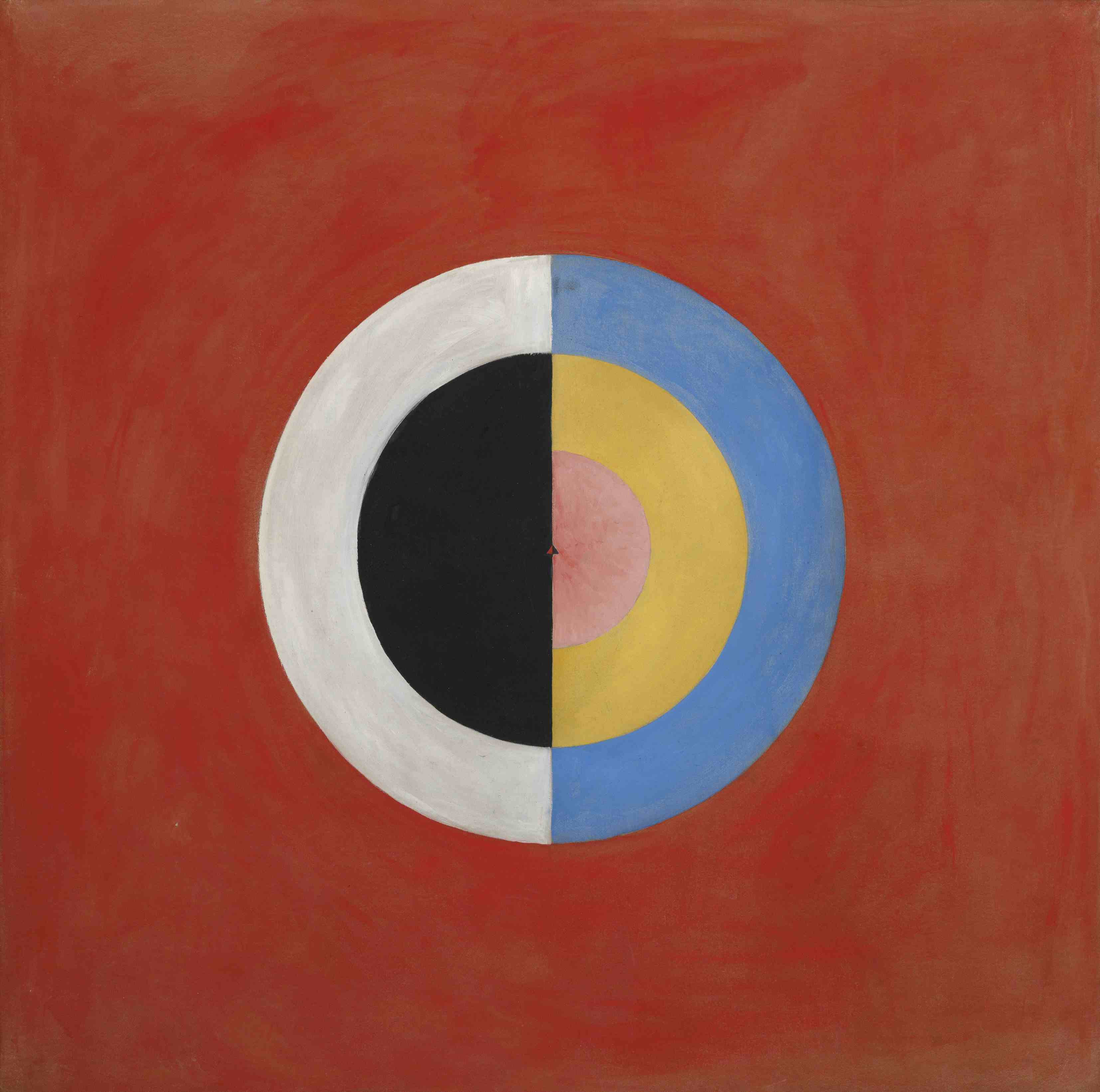
Svanen (Łabędź), nr 17, z grupy 9, serii SUW, październik 1914 – marzec 1915, dzieło nigdy niewystawiane za jej życia

Hilma af Klint (ur. 1862 – zm. 1944) – szwedzka artystka, prekursorka abstrakcjonizmu.

## Życiorys
Hilma af Klimt urodziła się w 1862 r. w Solna na zamku Karlberg jako czwarte dziecko admirała Victora af Klinta oraz Mathildy af Klint z domu Sonntag. 
Wychowywała się w rodzinnym domu na Adelsö, po czym pomimo braku artystycznych tradycji w rodzinie zdecydowała się na studia w sztokholmskiej Akademii Sztuk Pięknych. Af Klint studiowała od 1882 r. jako jedna z pierwszych kobiet na tej uczelni i ukończyła studia z wyróżnieniem.
W następnych latach była malarką, mistyczką, badaczką zjawisk paranormalnych oraz medium i to te doświadczenia zainspirowały ją do namalowania w 1906 r. pierwszych obrazów abstrakcyjnych. Jak przyznawała, miała dużą pewność jak te pierwsze dzieła mają wyglądać, chociaż zupełnie nie rozumiała, co przedstawiają. Łącznie obrazów abstrakcyjnych stworzyła ponad 1200. Przeciwstawiła się konwencji, radykalnie odcinając się od realizmu. Twórczość Hilmy af Klint nie opiera się na czystej abstrakcji koloru i kształtu, lecz na próbie zobrazowania niewidocznych wymiarów. 
W stylu abstrakcyjnym malowała długo przed takimi artystami jak: Wassily Kandinsky, Piet Mondrian i Kazimierz Malewicz, którzy są nadal uważani za faktycznych pionierów abstrakcjonizmu z początku XX w.
Zmarła w wieku 82 lat na skutek obrażeń odniesionych w wypadku tramwaju. Nigdy nie wyszła za mąż, stworzone przez siebie obrazy oraz notatki zapisała siostrzeńcowi, z zastrzeżeniem, by obrazów nie wystawiać publicznie przez 20 lat od jej śmierci.
W 1970 r. spadkobiercy Klint bez powodzenia chcieli przekazać jej prace sztokholmskiemu Moderna Museet, to jednak odmówiło przyjęcia donacji. Uznanie i rozpoznawalność jej sztuka uzyskała w 1984 r., gdy Ake Fant przedstawił dorobek artystki na konferencji historyków sztuki krajów nordyckich w Helsinkach. W 1986 r. po raz pierwszy jej pracę umieszczono w składzie wystawy zbiorowej, a w kolejnych latach jej prace wchodziły w skład mniej znaczących wystaw. W 2012 r. nowojorskie Museum of Modern Art odmówiło włączenia jej dzieł do wystawy poświęconej pionierom abstrakcjonizmu, ale rok później Moderna Museet w Sztokholmie zorganizowała jej dużą monograficzną wystawę, która cieszyła się dużą popularnością. W 2017 r. sztuka af Klint zainspirowała piosenkarkę Jane Louis Weaver do nagrania płyty Modern Kosmology. Dwa lata później w nowojorskim Muzeum Guggenheima zorganizowana została ciesząca się rekordową frekwencją wystawa jej 170 prac.
W 2022 r. miała miejsce premiera filmu fabularnego pt. "Hilma" - jego reżyserem był Lasse Hallström.
W 2023 r. w londyńskiej Tate Modern odbyła się wystawa "Formy życie" ("Form of Life"), prezentująca twórczość Hilmy af Klint i Pieta Mondriana. Choć artyści nigdy się nie spotkali, zarówno af Klint, jak i Mondrian wytworzyli własny języki sztuki abstrakcyjnej, mocno zakorzenionej w naturze. U podstaw ich poszukiwań artystycznych leżało wspólne pragnienie zrozumienia energii kierujących życiem ziemskim.

## Galeria

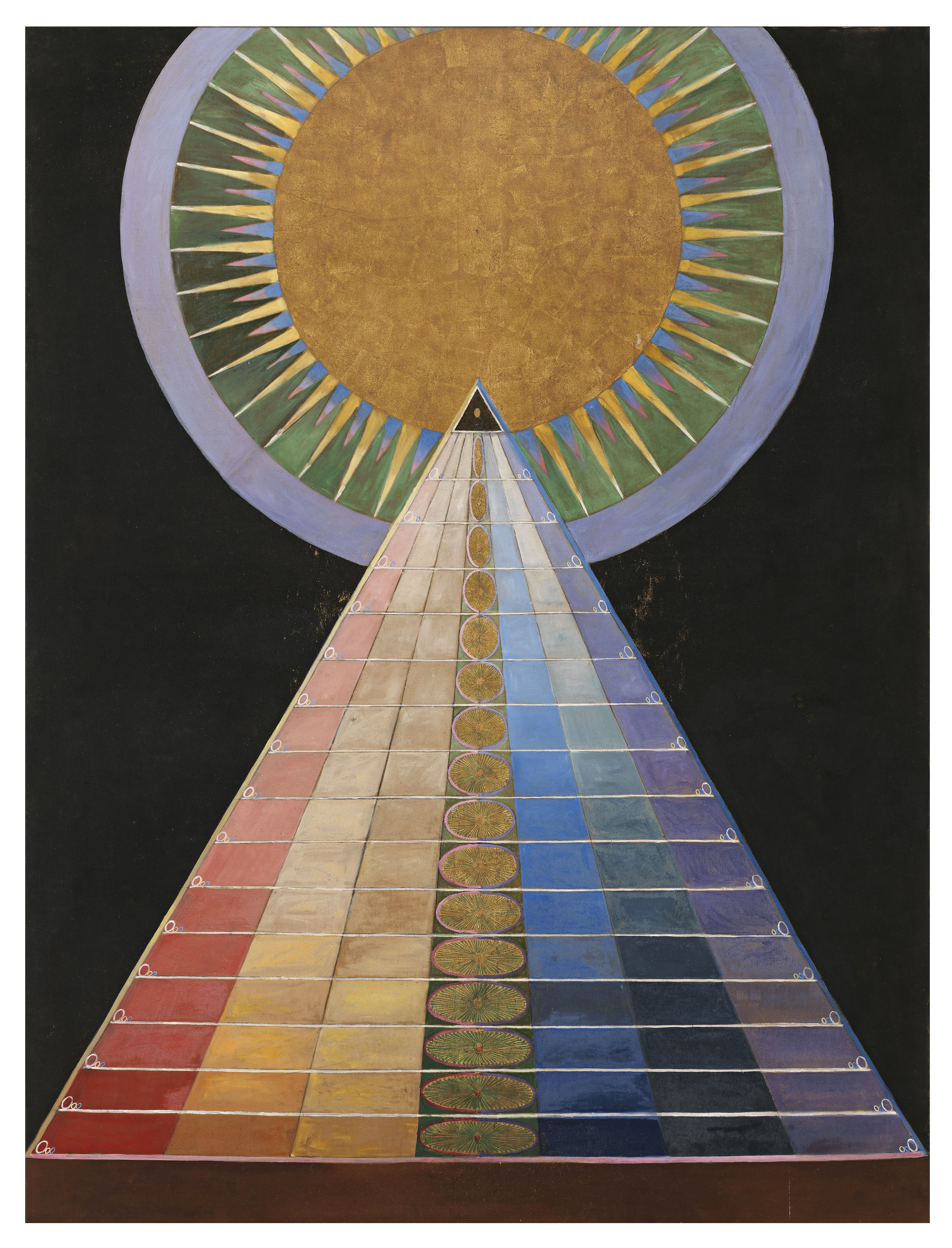
Grupa X, No. 1, Ołtarz, 1915
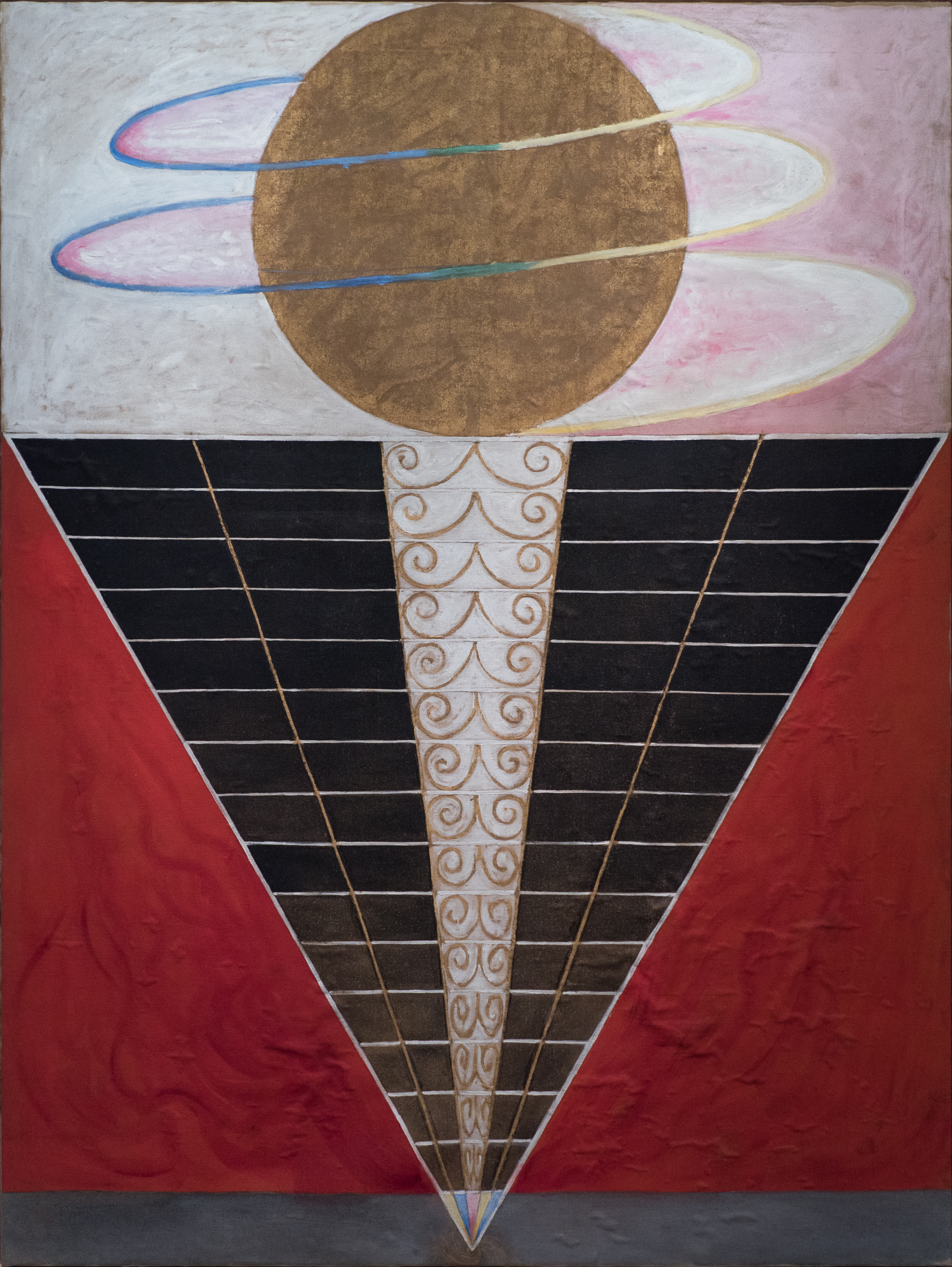
Grupa X, No. 2, Ołtarz, 1915
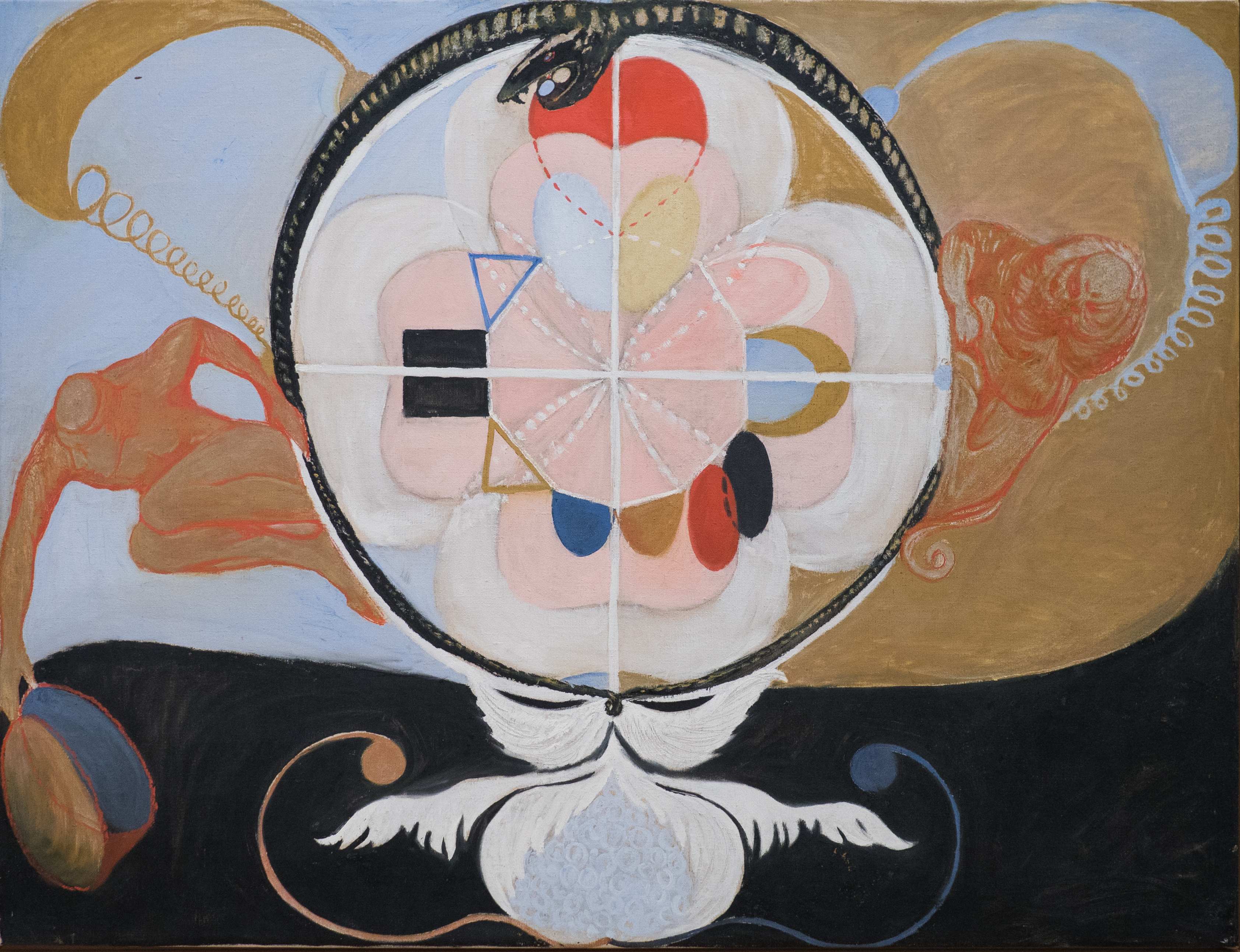
Ewolucja, No. 13, Grupa VI, 1908
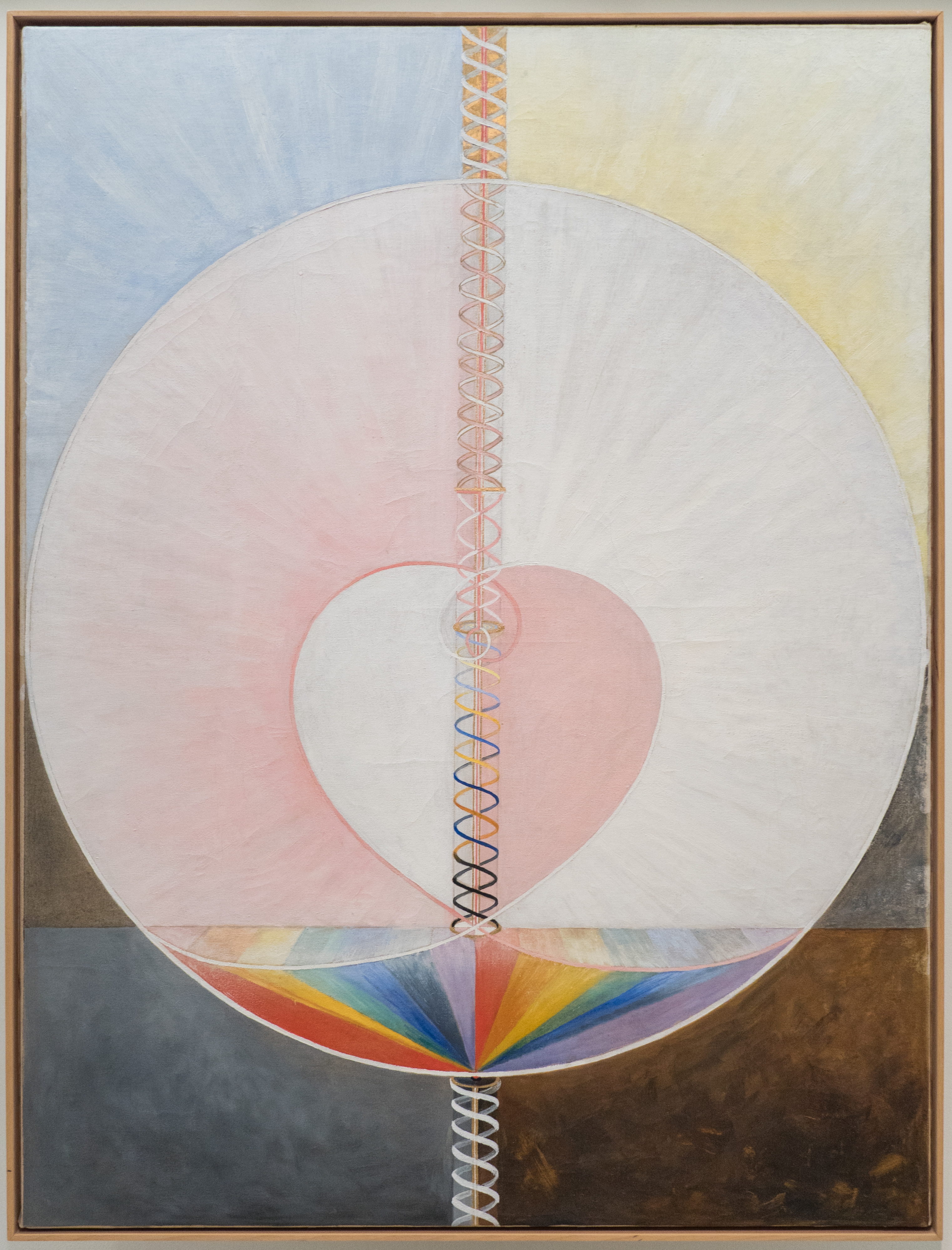
Grupa IX/UW, Nr 25, Gołąb, Nr 1, 1915
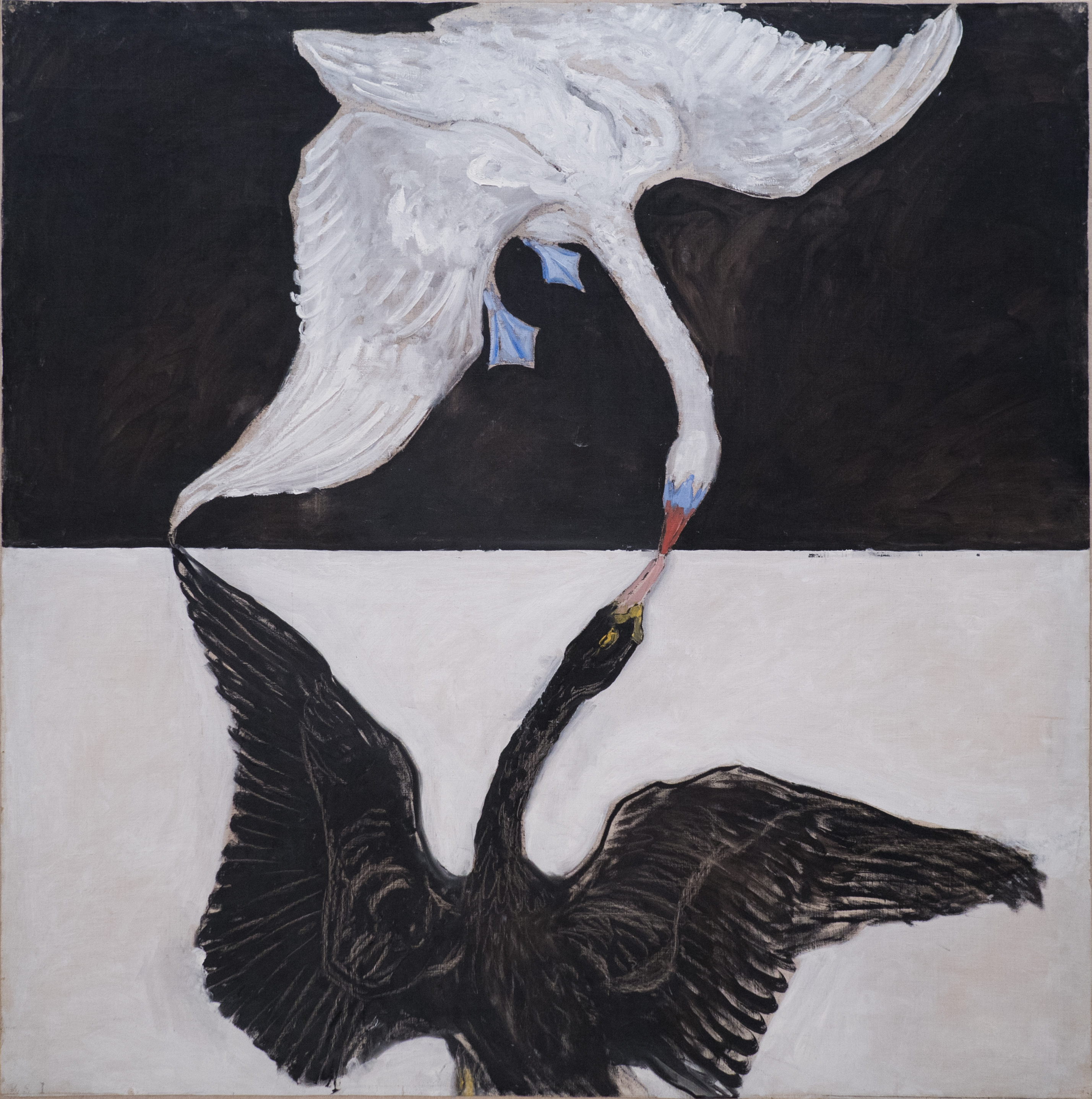
Grupa IX/SUW, Łabędź, Nr 1, 1915
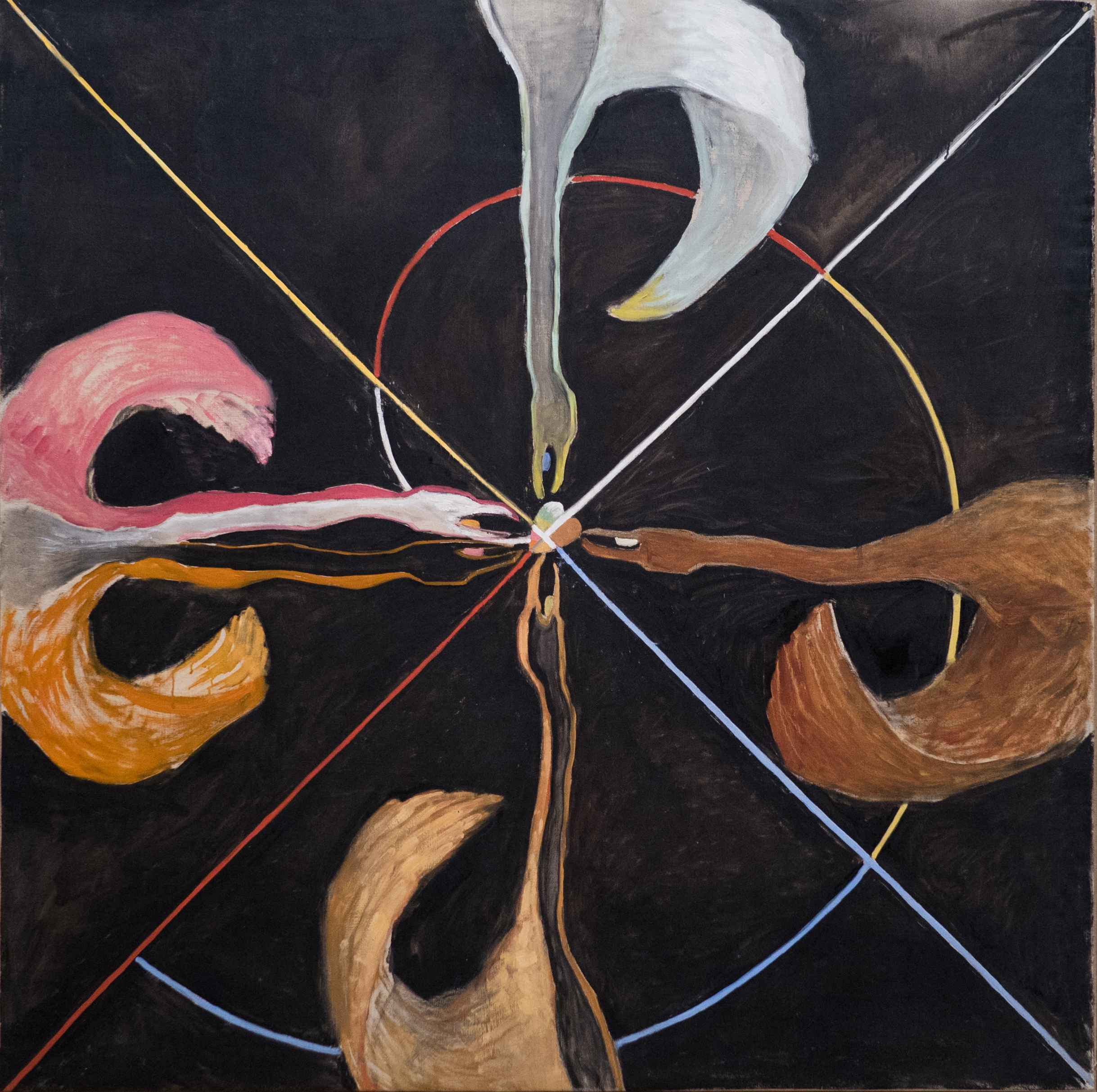
Grupa IX/SUW, Łabędź, Nr 7, 1915
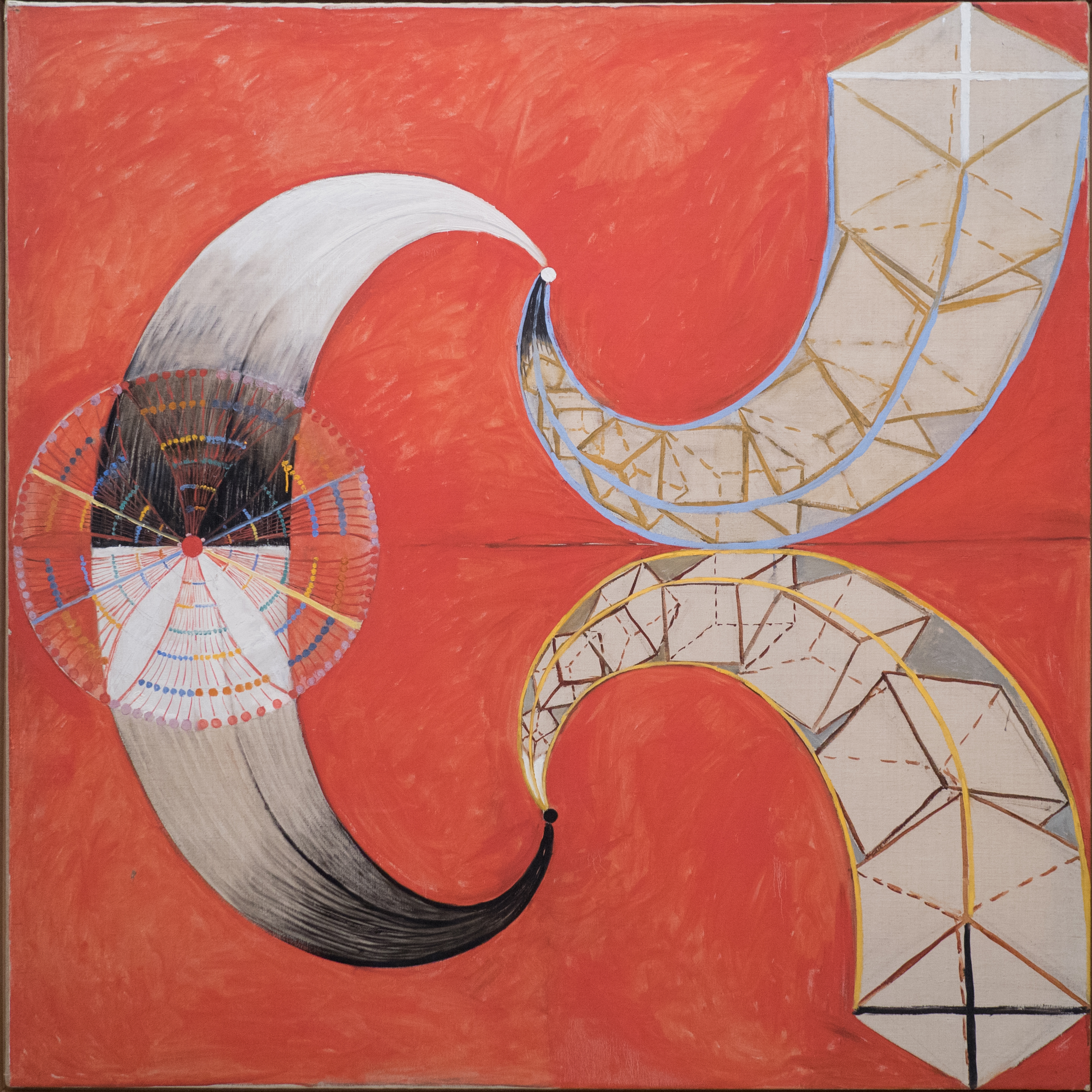
Grupa IX/SUW, Łabędź, Nr 9, 1915
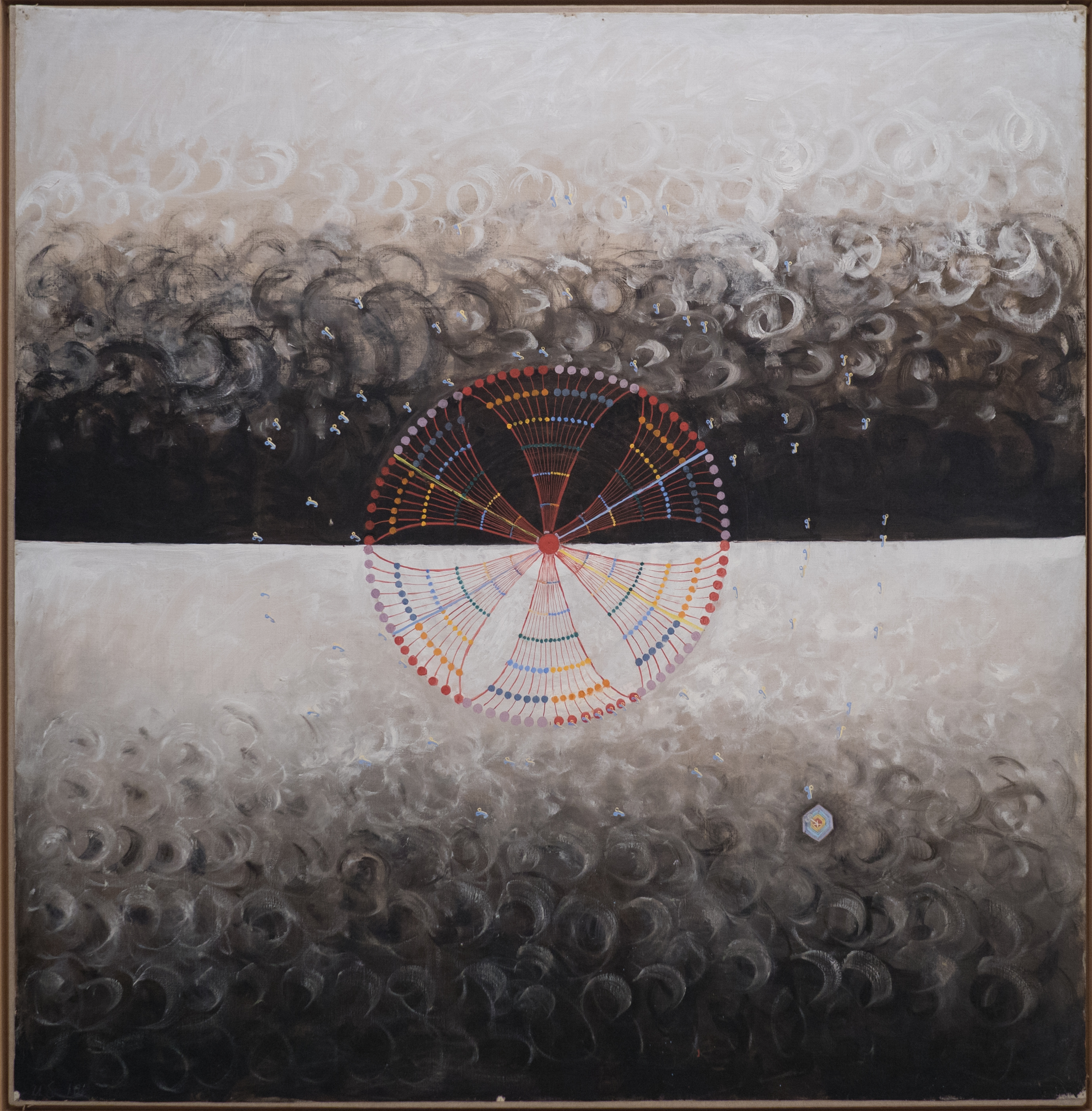
Grupa IX/SUW, Łabędź, Nr 10, 1915
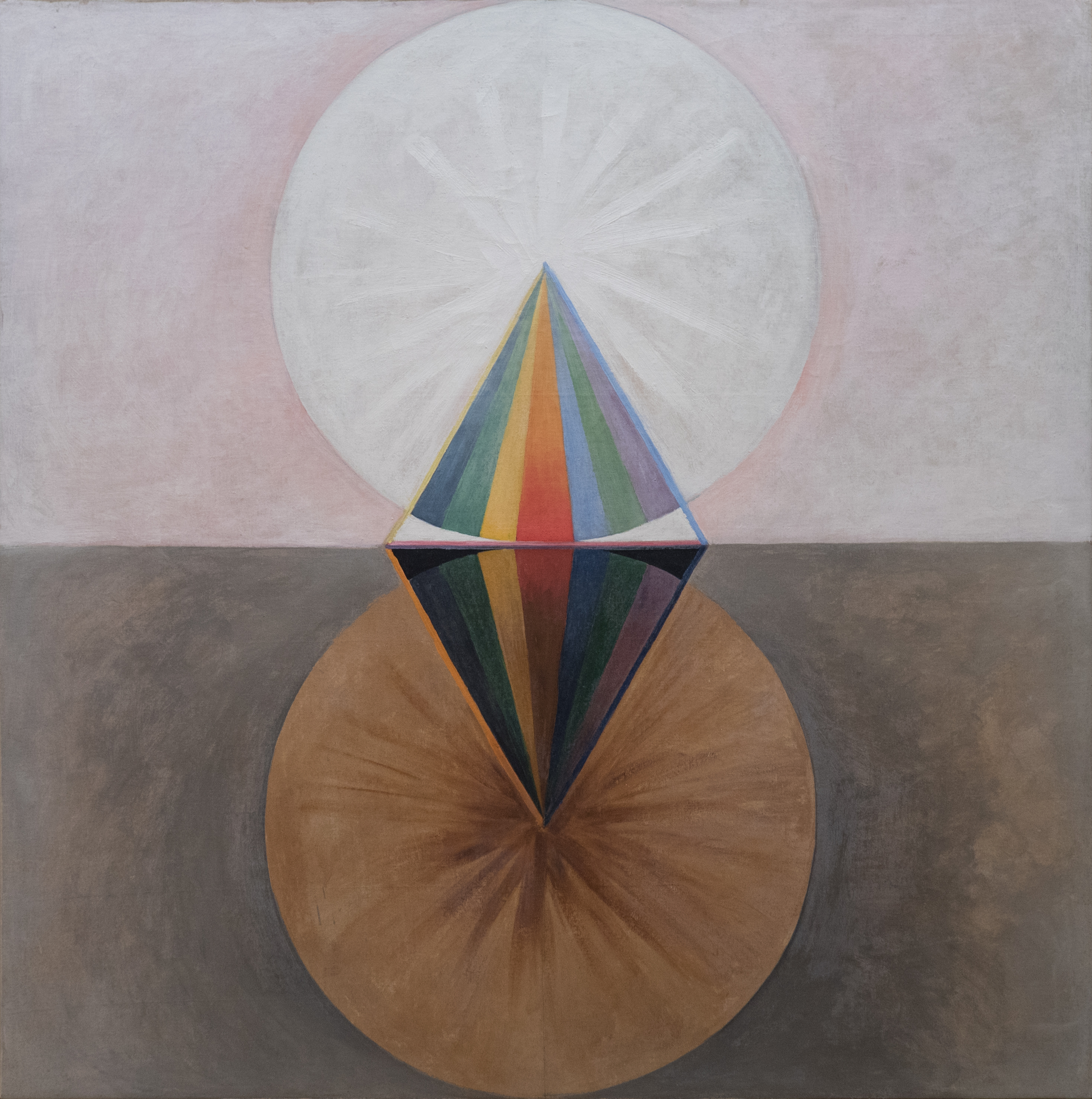
Grupa IX/SUW, Łabędź, Nr 12, 1915
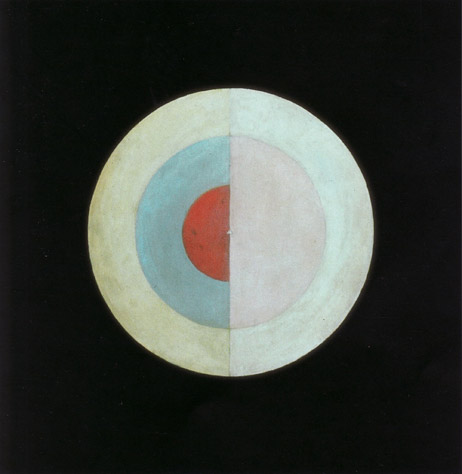
Grupa IX/SUW, Łabędź, Nr 16,1915
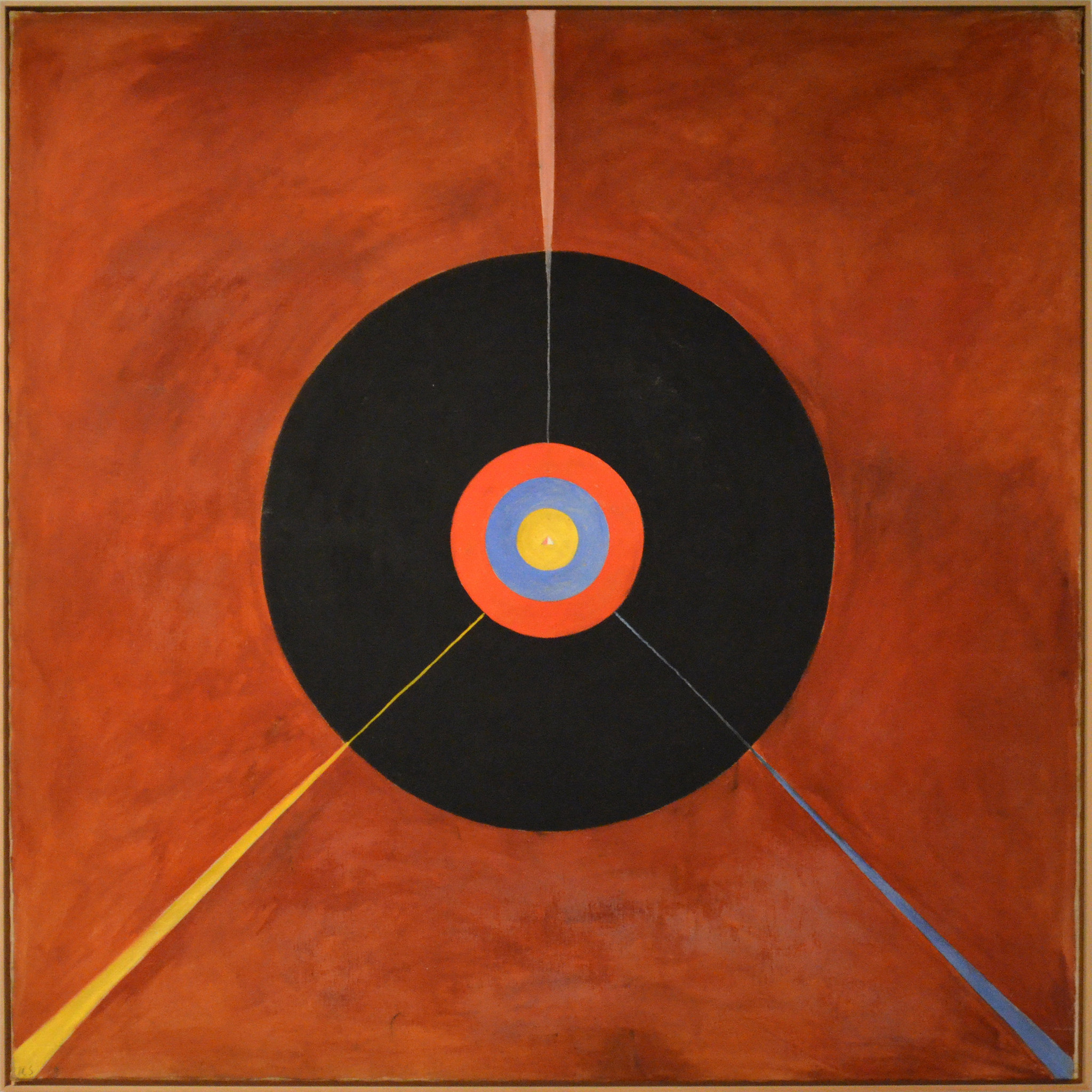
Grupa IX/SUW, Łabędź, Nr 18, 1915
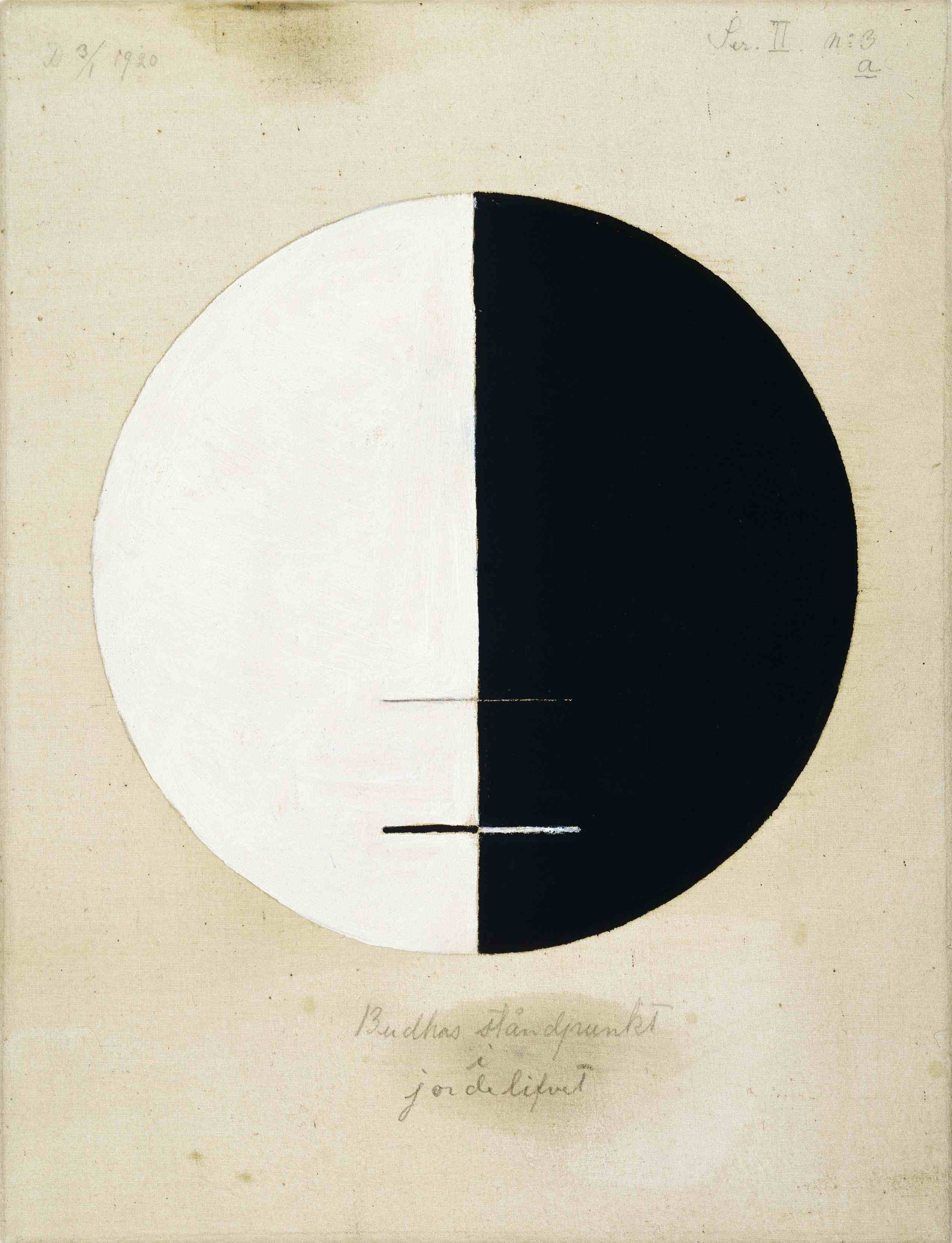
Stanowisko Buddy w ziemskim życiu, Nr 3a, Seria XI, 1920